# لسوتو در المپیک
لسوتو نخستین بار در بازی‌های المپیک تابستانی ۱۹۷۲ در مونیخ شرکت کرد و از آن زمان تاکنون در تمامی بازی‌های المپیک تابستانی حضور داشته‌است، به جز المپیک تابستانی ۱۹۷۶ که به دلیل تحریم کشورهای آفریقایی در اعتراض به حضور نیوزیلند در آن بازی‌ها، غایب بود.لسوتو تاکنون در بازی‌های المپیک زمستانی شرکت نکرده‌است.
تا به امروز، هیچ ورزشکاری از لسوتو موفق به کسب مدال المپیک نشده‌است.
کمیته ملی المپیک لسوتو با نام رسمی Lesotho National Olympic Committee در سال ۱۹۷۱ تأسیس شد و در سال ۱۹۷۲ از سوی کمیته بین‌المللی المپیک به رسمیت شناخته شد.

## المپیک تابستانی
| المپیک       | تعداد ورزشکاران | طلا                        | نقره                       | برنز                       | مجموع                      | رتبه                       |
| ۱۹۷۲ مونیخ   | ۱               | ۰                          | ۰                          | ۰                          | ۰                          | —                          |
| ۱۹۷۶ مونترآل | —               | شرکت نکرد (تحریم آفریقایی) | شرکت نکرد (تحریم آفریقایی) | شرکت نکرد (تحریم آفریقایی) | شرکت نکرد (تحریم آفریقایی) | شرکت نکرد (تحریم آفریقایی) |
| ۱۹۸۰ مسکو    | ۶               | ۰                          | ۰                          | ۰                          | ۰                          | —                          |
| ۱۹۸۴ لس‌آنجلس | ۴               | ۰                          | ۰                          | ۰                          | ۰                          | —                          |
| ۱۹۸۸ سئول    | ۶               | ۰                          | ۰                          | ۰                          | ۰                          | —                          |
| ۱۹۹۲ بارسلون | ۶               | ۰                          | ۰                          | ۰                          | ۰                          | —                          |
| ۱۹۹۶ آتلانتا | ۹               | ۰                          | ۰                          | ۰                          | ۰                          | —                          |
| ۲۰۰۰ سیدنی   | ۶               | ۰                          | ۰                          | ۰                          | ۰                          | —                          |
| ۲۰۰۴ آتن     | ۳               | ۰                          | ۰                          | ۰                          | ۰                          | —                          |
| ۲۰۰۸ پکن     | ۵               | ۰                          | ۰                          | ۰                          | ۰                          | —                          |
| ۲۰۱۲ لندن    | ۴               | ۰                          | ۰                          | ۰                          | ۰                          | —                          |
| ۲۰۱۶ ریو     | ۸               | ۰                          | ۰                          | ۰                          | ۰                          | —                          |
| ۲۰۲۰ توکیو   | ۲               | ۰                          | ۰                          | ۰                          | ۰                          | —                          |
| ۲۰۲۴ پاریس   | ۳               | ۰                          | ۰                          | ۰                          | ۰                          | —                          |
| مجموع        | ۶۳              | ۰                          | ۰                          | ۰                          | ۰                          | —                          |

## پرچم‌داران
این فهرستی از پرچم‌داران است که نمایندهٔ کشور لسوتو در بازی‌های المپیک بوده‌اند.
| #  | سال رویداد | فصل     | پرچم‌دار              | رشته ورزشی       |
| -- | ---------- | ------- | -------------------- | ---------------- |
| 1  | ۱۹۷۲       | تابستان | موتساپی موروسی       | دو و میدانی      |
| 2  | ۱۹۸۴       | تابستان | موچوچونونو موخوتلوله | رئیس هیئت اعزامی |
| 3  | ۱۹۸۸       | تابستان | نوهکو نتسو           | دو و میدانی      |
| 4  | ۱۹۹۶       | تابستان | جسی ماتونتا          | رئیس هیئت اعزامی |
| 5  | ۲۰۰۰       | تابستان | موکته موکسی          | تکواندو          |
| 6  | ۲۰۰۴       | تابستان | لینئو موشسانه        | تکواندو          |
| 7  | ۲۰۰۸       | تابستان | تسوتانگ ماین         | دو و میدانی      |
| 8  | ۲۰۱۲       | تابستان | مامورالو جوکا        | دو و میدانی      |
| 9  | ۲۰۱۶       | تابستان | موسیتو لهاتا         | دو و میدانی      |
| 10 | ۲۰۲۰       | تابستان | هیچ/نماینده المپیک   |                  |
| 11 | ۲۰۲۴       | تابستان | تبلو راماکنگوانا     | دو و میدانی      |
| 11 | ۲۰۲۴       | تابستان | میشل تاو             | تکواندو          |